# Nati nell'880
| Questa pagina contiene informazioni ricavate automaticamente dalle voci biografiche con l'ausilio del template Bio e di un bot. L'aggiornamento è periodico e automatico e ricostruisce completamente la pagina. Se manca una persona in questa lista, sei pregato di non aggiungerla, ma accertati piuttosto che la sua voce biografica contenga il template Bio e che i dati anagrafici siano correttamente compilati. Se il template Bio manca, inseriscilo tu stesso o, in alternativa, metti l'avviso {{tmp\|Bio}} che ne segnala la mancanza. Se i dati riportati sono sbagliati, correggi direttamente la voce biografica; le modifiche saranno visibili in questa lista entro pochi giorni. Per chiarimenti vedi il progetto biografie. La lista contiene solo le 7 persone che sono citate nell'enciclopedia e per le quali è stato implementato correttamente il template Bio. Pagina aggiornata al 10 ott 2024. |

- Docibile II di Gaeta, nobile bizantino († 954)
- Erberto II di Vermandois, conte († 943)
- Ugo di Provenza, sovrano francese († 947)
- Abas I di Armenia, sovrano armeno († 953)
- Abu Bakr ibn Yahya al-Suli, poeta e storico arabo († 946)
- Minamoto no Hitoshi, poeta e nobile giapponese († 951)
- Fujiwara no Tadahira, nobile e poeta giapponese († 949)